# Hodenc-l'Évêque
Hodenc-l'Évêque é uma comuna francesa na região administrativa de Altos da França, no departamento de Oise. Estende-se por uma área de 3,47 km². Em 2010 a comuna tinha 252 habitantes (densidade: 72,6 hab./km²).